# Friedas Fall
Friedas Fall ist ein Schweizer Kinofilm der Regisseurin Maria Brendle. Der Film basiert auf der wahren, in einem historischen Prozess gipfelnden Geschichte von Frieda Keller, die 1904 ihren Sohn tötete. Condor Films und das Schweizer Fernsehen (SRF) produzierten den Film.

## Handlung
Friedas Fall erzählt die wahre Geschichte der jungen Schneiderin Frieda Keller aus St. Gallen. 1904 wird die Leiche eines kleinen Kindes in einem Wald entdeckt. Die verzweifelte Mutter, Frieda Keller, gesteht, ihren Sohn getötet zu haben.
Nach Friedas Verhaftung gipfelt der Gerichtsfall in einem Justizskandal. Staatsanwalt und Anwalt geraten in einen emotionalen Clinch zwischen Recht und Gerechtigkeit, derweil sich ihre Ehefrauen couragiert für die Würde der Täterin in einem patriarchalischen Rechtssystem einsetzen.
Der Fall prägte 1904 die Anfänge der politischen Gleichstellungs- und Frauenrechtsbewegung in der Schweiz.

## Produktion
Friedas Fall ist der erste Langspielfilm der deutsch-schweizerischen Regisseurin Maria Brendle nach ihrer Oscarnominierung für Ala Kachuu – Take and Run. Der Film wurde an Originalschauplätzen wie der Stiftskirche St. Gallen, dem Klosterhof St. Gallen, dem Grossratssaal St. Gallen und in der Altstadt gedreht.
Der Film beruht auf dem von Michèle Minelli 2015 veröffentlichten Roman über Frieda Keller, der 2024 neu aufgelegt wurde. Sie verfasste auch das Drehbuch, an welchem Robert Buchschwenter und Maria Brendle mitgearbeitet haben.

## Veröffentlichung
Die Premiere des Films fand am 9. Oktober 2024 als Gala-Premiere beim Zürich Film Festival 2024 statt und erhielt eine Standing Ovation von acht Minuten. In der Deutschschweiz kam der Film am 23. Januar 2025 in die Kinos.